# وولویچ، نیوجرسی
وولویچ (به انگلیسی: Woolwich Township) شهری در ایالت نیوجرسی کشور ایالات متحده آمریکا است که جمعیت آن در سرشماری سال ۲۰۱۰ میلادی، ۱۰٬۲۰۰ نفر بوده‌است.